# Чемпионат Санкт-Петербурга по футболу 1906
Чемпионат Санкт-Петербурга по футболу 1906 стал VI первенством города, проведенным Санкт-Петербургской футбол-лигой.
Победителем и обладателем кубка Аспдена в четвёртый раз (и в третий раз подряд) стал клуб «Невский».

## Организация и проведение турнира
В этом сезоне в соревнованиях ПФЛ не участвовал «Петровский». Клуб «Меркур», победитель кубка Перзеке прошлого сезона, был переведён в кубок Аспдена. Всего на двух соревновательных уровнях участвовали 15 команд 7 клубов (153 футболиста), которые провели 70 соревновательных и 2 выставочных матча.
В кубке Аспдена участвовали 7 клубов 
- «Невский»
- «Виктория»
- «Нева»
- «Националы»
- «Спорт»
- «Ново-Петербургский»
- «Меркур»

Турнир разыгрывался по «круговой системе» в два круга — на своем и на чужом полях. «Меркур» делил поле с «Викторией», а «Ново-Петербургский» вначале арендовал поля "Националов" и "Спорта", а затем проводил домашние матчи на полях соперников. Победа оценивалась в 2 очка, ничья — 1, поражение — 0. Календарь турнира был загодя составлен и опубликован. По окончании турнира вместо матча победителя турнира со сборной всех остальных клубов впервые проведён матч «русской» и «английской» сборных.

## Ход турнира
В отличие от турниров последних сезонов, розыгрыш этого кубка сопровождался весьма интересной борьбой.
Вначале, после ряда привычных побед фаворитов со старта сезона, была прервана беспроигрышная серия «Невских» из 23 матчей — это сенсация произошла в 7-м туре в игре с дебютантом кубка Аспдена «Меркуром» (0:2), потерпевшим до этого четыре поражения кряду. В этом же туре существенно усилившаяся в этом первенстве «Нева» нанесла поражение другому фавориту — «Виктории» (5:3) — и стала потенциальным лидером. Обескураженные «Невские» проиграли и в следующем туре «Виктории» (0:2), сделав свои шансы на чемпионство проблематичными, но затем сумели собраться и победить в британском дерби (4:1). Таким образом, в самый разгар чемпионата три команды претендовали на лидерство. Разыгравшийся «Меркур» сумел отобрать по очку и у «Невы» (3:3), и у «Виктории» (0:0), которая, сыграв затем вничью с «Националами», пропустила «Неву» вперед. Перед заключительными матчами в очной встрече не имеющие права на осечку «Невские» также не смогли во втором матче в сезоне забить «Виктории» (0:0), сохранив очковый паритет с последней и на два очка отпустив вперёд «Неву». Но мечтам «Невы» о чемпионстве не суждено было сбыться — проиграв в интересной борьбе обе заключительные встречи основным конкурентам (оба раза по 2:4), команда осталась лишь третьей.
Синхронно пришедшие на финиш «Невский» и «Виктория» определяли чемпиона в «золотом» матче. 22 октября на поле «Спорта» при огромном для тех времён стечении публики лучший форвард «Невских» Михаил Евангулов сумел в начале шестого тайма противостояния с «Викторией» в этом сезоне наконец поразить ворота соперников, подкараулив неудачный отскок мяча от груди защитника викторианцев Адольфа Лаумана. Спустя пять минут британцы увеличили преимущество и сумели сохранить его до конца матча, завоевав третий подряд титул в этом непросто складывавшемся для них первенстве.

### Турнирная таблица
| № | Команды              | 1        | 2        | 3        | 4       | 5       | 6        | 7        | В | Н | П  | М       | О  |
| - | -------------------- | -------- | -------- | -------- | ------- | ------- | -------- | -------- | - | - | -- | ------- | -- |
|   | «Невский»            |          | 0:0 0:2  | 4:1 4:2  | 5:1 8:2 | В:П 0:2 | 5:1 10:2 | 7:2 9:0  | 9 | 1 | 2  | 52 — 15 | 19 |
|   | «Виктория»           | 2:0 0:0  |          | 4:2 3:5  | 5:0 1:1 | 3:1 0:0 | 5:0 5:1  | 8:0 10:0 | 8 | 3 | 1  | 46 — 10 | 19 |
|   | «Нева»               | 2:4 1:4  | 5:3 2:4  |          | 7:2 3:2 | 6:0 3:3 | +:- 3:0  | +:- 24:0 | 8 | 1 | 3  | 56 — 22 | 17 |
| 4 | «Националы»          | 1:5 2:8  | 1:1 0:5  | 2:3 2:7  |         | 2:1 6:0 | 3:1 4:1  | 2:1 +:-  | 6 | 1 | 5  | 25 — 33 | 13 |
| 5 | «Меркур»             | 2:0 П:В  | 0:0 1:3  | 3:3 0:6  | 0:6 1:2 |         | 7:1 П:В  | 6:1 +:-  | 4 | 2 | 6  | 20 — 22 | 8  |
| 6 | «Спорт»              | 2:10 1:5 | 1:5 0:5  | 0:3 -:+  | 1:4 1:3 | В:П 1:7 |          | 5:1 5:0  | 3 | 0 | 9  | 17 — 43 | 6  |
| 7 | «Ново-Петербургский» | 0:9 2:7  | 0:10 0:8 | 0:24 -:+ | -:+ 1:2 | -:+ 1:6 | 0:5 1:5  |          | 0 | 0 | 12 | 5 — 76  | 0  |

### Матчи
| 30 июл | «Виктория» | 8:0     | «Ново-Петербургский» | Поле «Виктории» |
| |            | (отчёт) |                      |                 |
| «Виктория»: Лаутер - В.ЛауманII, Кристоферсен - Пич, Ад.ЛауманIII, Грюнервальд - Колайко, В.Лунд, Э.ПетерсенI, Васюточкин, Е.Лапшин «Ново-Петербургский»: А.Иванов - Грюнталь, А.Ганзен - Чирцов, Березин, Хайльман - Рослик, Грюндеберг, Линдеман, Белогубов, Н.Лопатин |            |         |                      |                 |

| 30 июл | «Националы»     | 2:1     | «Меркур» | Велодром |
| | - Г.Никитин 83′ | (отчёт) |          |          |
| «Националы»: Фракт - Ганш, Сарычев - Митягин, Гартен, Трифонов - П.Сорокин, И.Егоров, Г.Никитин, С.Арсентьев, Ф.Оленчиков «Меркур»: Гакштеттер - Курзнер, Латонин - Л.ТрубеI, Карлов, Томашевский - Э.ТрубеII, Тилленберг, Данкер, Братолюбов, Дурнякин |                 |         |          |          |

| 6 авг | «Меркур» | 6:1     | «Ново-Петербургский» | Поле «Виктории» |
| |          | (отчёт) |                      |                 |
| «Меркур»: Гакштеттер - Курзнер, Латонин - Л.ТрубеI, Баранов, Карлов - Э.ТрубеII, Тилленберг, Данкер, Братолюбов, В.ТрубеIII «Ново-Петербургский»: Хайльман - Грюнталь, А.Соколов - ?, Березин, А.Ганзен - Рослик, А.Каракосов, Мангардт, И.Каракосов, Линдеман |          |         |                      |                 |

| 6 авг | «Виктория» | 5:1     | «Спорт» | Поле «Спорта»    |
| |            | (отчёт) |         | Судья: С.Шеридан |
| «Виктория»: Борейша - Эбсворт, В.ЛауманII - Пич, Ад.ЛауманIII, Грюнервальд - Колайко, В.Лунд, Ф.Майер, Е.Лапшин, М.Григорьев «Спорт»: Саксен - Шинц, Д.ТимофеевII - Карпичев, Хруцкий, И.Попов - И.ТимофеевI, В.Боронин, Заузер, Котов, Эссенсон |            |         |         |                  |

| 13 авг | «Националы» | 2:1     | «Ново-Петербургский» | Велодром         |
| |             | (отчёт) |                      | Судья: С.Шеридан |
| «Националы»: Фракт - Ганш, Сарычев - Уверский, Трифонов, Гартен - И.Егоров, Гаманин, П.Сорокин, Г.Никитин, Карпов «Ново-Петербургский»: А.Иванов - Хайльман, А.Ганзен - Чирцов, А.Соколов, Граф - Линдеман, А.Каракосов, Березин, И.Каракосов, Рослик |             |         |                      |                  |

| 13 авг | «Виктория» | 3:1     | «Меркур» | Поле «Виктории»  |
| |            | (отчёт) |          | Судья: А.Воронин |
| «Виктория»: Борейша - Эбсворт, В.ЛауманII - Пич, Ад.ЛауманIII, Грюнервальд - Колайко, В.Лунд, Е.Лапшин, М.Григорьев, Гелькер «Меркур»: Гакштеттер - Курзнер, Латонин - Хольст, Баранов, Карлов - Н.Луговской, Тилленберг, Данкер, Братолюбов, Дурнякин |            |         |          |                  |

| 15 авг | «Невский» | 7:2 | «Ново-Петербургский» | Поле «Невских» |

| 15 авг | «Нева» | +:- | «Спорт» | Поле «Невы» |

| 15 авг | «Националы» | 6:0 | «Меркур» | Поле «Виктории» |

| 20 авг | «Невский» | 10:2    | «Спорт» | Поле «Спорта» |
| |           | (отчёт) |         |               |
| «Невский»: Ховард - Сиборн, Букскол - Мюргед, Варбург, Бэгг - В.Смолл, М.ЕвангуловI, Б.ЕвангуловII, Бэнкс, Хилл «Спорт»: Саксен - Шинц, Д.ТимофеевII - Ларсон, Хруцкий, И.Попов - И.ТимофеевI, В.Боронин, Заузер, Котов, Эссенсон |           |         |         |               |

| 20 авг | «Нева» | +:- | «Ново-Петербургский» | Поле «Невы» |

| 20 авг | «Виктория» | 5:0     | «Националы» | Поле «Виктории» |
| |            | (отчёт) |             |                 |
| «Виктория»: Борейша - Эбсворт, В.ЛауманII - Пич, Ад.ЛауманIII, Грюнервальд - Колайко, В.Лунд, Э.ПетерсенI, Е.Лапшин, М.Григорьев «Националы»: Фракт - Ганш, Сарычев - Уверский, Трифонов, Гартен - И.Егоров, П.Сорокин, С.Арсентьев, Г.Никитин, Карпов |            |         |             |                 |

| 27 авг | «Меркур» | 2:0     | «Невский» | Поле «Виктории» |
| |          | (отчёт) |           |                 |
| «Меркур»: Гакштеттер - Курзнер, Латонин - ?, Н.Луговской, Томашевский - Тилленберг, Данкер, Дьячков, Братолюбов, Дурнякин · «Невский»: Б.Браун - Сиборн, С.Джонс - Мюргед, Б.ЕвангуловII, Бьюкенен - Бойль, В.Смолл, М.ЕвангуловI, Бэнкс с 3' по 45', Хилл |          |         |           |                 |

| 27 авг | «Нева» | 5:3     | «Виктория» | Поле «Невы» |
| |        | (отчёт) |            |             |
| «Виктория»: Борейша - Эбсворт, В.ЛауманII - Пич, Ад.ЛауманIII, Грюнервальд - Колайко, В.Лунд, Э.ПетерсенI, Е.Лапшин, М.Григорьев |        |         |            |             |

| 26 сен | «Националы» | 3:1 | «Спорт» | Велодром |

| 3 сен                                                        | «Виктория» | 2:0     | «Невский» | Поле «Виктории» |
|                                                              |            | (отчёт) |           |                 |
| «Невский»: Б.Браун - Сиборн, М.ЕвангуловI, Б.ЕвангуловII ... |            |         |           |                 |

| 3 сен | «Нева» | 7:2 | «Националы» | Поле «Невы» |

| 3 сен | «Спорт» | В:П     | «Меркур» | Поле «Спорта» |
|       |         | (отчёт) |          |               |

| 8 сен | «Виктория» | 5:0 | «Спорт» | Поле «Виктории» |

| 8 сен | «Невский» | 4:1 | «Нева» | Поле «Невских» |

| 8 сен | «Меркур» | +:- | «Ново-Петербургский» | Велодром |

| 10 сен | «Нева» | 3:2 | «Националы» | Велодром |

| 10 сен | «Виктория» | 10:0 | «Ново-Петербургский» | Поле «Виктории» |

| 10 сен | «Невский» | В:П | «Меркур» | Поле «Невских» |

| 14 сен                                                                                                  | «Спорт» | 5:1     | «Ново-Петербургский» | Поле «Спорта» |
| |         | (отчёт) |                      |               |
| «Спорт»: Саксен - Шинц, Д.ТимофеевII - Хруцкий, И.Попов, Карпичев - И.ТимофеевI, ?, Заузер, ?, Эссенсон |         |         |                      |               |

| 14 сен | «Невский» | 5:1     | «Националы» | Поле «Невских» |
| |           | (отчёт) |             |                |
| «Невский»: Б.Браун - Максвелл, Сиборн - Уобер, Дж.Флетчер, Бьюкенен - М.ЕвангуловI, Б.ЕвангуловII, Медер, Бэнкс, Дж.Филлипс «Националы»: Фракт - Ганш, Сарычев - Митягин, Трифонов, Гартен - И.Егоров, П.Сорокин, Скулидас, Г.Никитин, Карпов |           |         |             |                |

| 14 сен                                                                                 | «Меркур» | 3:3     | «Нева» | Поле «Виктории» |
|                                                                                        |          | (отчёт) |        |                 |
| «Нева»: Сьюэлл - А.Ферли, Делл - Халлум, Тодд, Дж.УэббII - С.Ферли, Кинг, Шусмит, ?, ? |          |         |        |                 |

| 17 сен | «Меркур» | 0:0 | «Виктория» | Поле «Виктории» |

| 17 сен | «Невский» | 9:0 | «Ново-Петербургский» | Поле «Невских» |

| 17 сен | «Нева» | 3:0 | «Спорт» | Поле «Спорта» |

| 24 сен | «Националы» | 1:1     | «Виктория» | Велодром |
| |             | (отчёт) |            |          |
| «Националы»: Фракт - Ганш, Полонский - Митягин, Сарычев, Трифонов - И.Егоров, П.Сорокин, Скулидас, Карпов, Н.Сизиков «Виктория»: Борейша - Грюнервальд, В.ЛауманII - Петресен, Кристоферсен, ? - ?, В.Лунд, ?, ?, М.Григорьев |             |         |            |          |

| 24 сен | «Невский» | 5:1 | «Спорт» | Поле «Невских» |

| 24 сен | «Нева» | 24:0 | «Ново-Петербургский» | Поле «Невы» |

| 1 окт | «Националы» | 4:1     | «Спорт» | Поле «Спорта» |
| |             | (отчёт) |         |               |
| «Националы»: Фракт - Ганш, Гартен - Митягин, Сарычев, Трифонов - Ильинский, П.Сорокин, Скулидас, Ф.ШтиглицIII, Моров |             |         |         |               |

| 1 окт | «Невский» | 0:0     | «Виктория» | Поле «Невских»  |
| |           | (отчёт) |            | Судья: Х.Хартли |
| «Виктория»: Борейша - Эбсворт, В.ЛауманII - Грюнервальд, Ад.ЛауманIII, Кристоферсон - ?, В.Лунд, Э.ПетерсенI, ?, М.Григорьев |           |         |            |                 |

| 1 окт | «Нева» | 6:0 | «Меркур» | Поле «Невы»     |
|       |        |     |          | Судья: Х.Хартли |

| 8 окт | «Невский» | 4:2     | «Нева» | Поле «Невы»     |
| |           | (отчёт) |        | Судья: Ч.Монкер |
| «Невский»: Б.Браун - Максвелл, Сиборн - Уобер, Дж.Флетчер, Бьюкенен - М.ЕвангуловI, Б.ЕвангуловII, Медер, Бэнкс, Дж.Филлипс «Нева»: Сьюэлл - А.Ферли, Делл - Халлум, Тодд, Дж.УэббII - С.Ферли, Кинг, Шусмит, ?, ? |           |         |        |                 |

| 8 окт | «Националы» | +:-     | «Ново-Петербургский» | Велодром |
|       |             | (отчёт) |                      |          |

| 8 окт | «Меркур» | 7:1 | «Спорт» | Поле «Виктории» |

| 15 окт | «Виктория» | 4:2 | «Нева» | Поле «Виктории» |
|        |            |     |        | Судья: Х.Хартли |

| 15 окт | «Невский» | 8:2 | «Националы» | Велодром        |
|        |           |     |             | Судья: Х.Хартли |

| 15 окт | «Спорт» | 5:0 | «Ново-Петербургский» | Поле «Спорта» |

| 22 окт | «Невский»                    | 2:0     | «Виктория» | Поле «Спорта»                   |
| | - М.ЕвангуловI ~55′ - ? ~60′ | (отчёт) |            | Зрителей: ~2500 Судья: Ч.Монкер |
| «Невский»: Ричардсон - Максвелл, Сиборн - Бьюкенен, Варбург, Дж.Филлипс - Хилл, М.ЕвангуловI, Бэгг, Б.ЕвангуловII, В.Смолл «Виктория»: Борейша - Эбсворт, В.ЛауманII - П.ВаллотI, Ад.ЛауманIII, Кристоферсен - Колайко, Ф.Майер, Э.ПетерсенI, Е.Лапшин, М.Григорьев |                              |         |            |                                 |

### Выставочный матч сборных турнира
В традиционном выставочном матче по итогам сезона впервые вместо матча чемпиона города со сборной остальных клубов проведена встреча между сборными русских и английских футболистов. Уверенную победу одержали британцы.
| 22 окт | «Русские» | 1:3     | «Англичане» | Поле «Виктории» |
| |           | (отчёт) |             | Зрителей: ~1000 |
| «Русские»: Лаутер - Ганш, В.ЛауманII - Трифонов, Ад.ЛауманIII, Н.Луговской - М.ЕвангуловI, Гольц, Данкер, Э.ПетерсенI, М.Григорьев «Англичане»: Сьюэлл - Халлум, Сиборн - Бьюкенен, Тодд, Дж.Филлипс - Ривз, В.Смолл, Г.Шусмит, Хилл, С.Ферли |           |         |             |                 |

## Кубок Перзеке (II команды)
Победитель — «Виктория»II
2.«Националы»II 3.«Ново-Петербургский»II 4.«Меркур»II 5.«Невский»II 6.«Спорт»II 7.«Меркур»III 8.«Ново-Петербургский»III 

## Комментарии
1. ↑  С команды еще были сняты 2 очка за нарушение регламента[8].
2. ↑  Петроградский мультиспортсмен и спортивный организатор Элиас Койвистойнен, более известный как Березин Илья Александрович (принятые им русские фамилия и имя), выступавший также под псевдонимом Б.Резин[13]
3. ↑  Позднейшие источники указывают победу «Меркура» ввиду неявки «Спорта» на собственное поле[16][17]; источники, современные матчу[18][19][20], вполне определённо указали матч состоявшимся и победу «Спорта»; однако информация о счёте игры отсутствует.
4. ↑  «Ново-Петербургский», формально выступая в роли хозяев поля, не смог обеспечить проведение анонсированного матча, поскольку получил отказ арендодателя (владельца) велодрома в использовании последнего в указанный день. Собравшимся зрителям вернули деньги за билеты, и победа без игры была присуждена «Меркуру»[21].
5. ↑  Источники отдают победу «Невским», но счёт матча не указывают[22].
6. ↑  Позднейшие источники указывают победу «Спорта» ввиду неявки «Ново-Петербургских» [16][17]; источники, современные матчу[23][24][25], вполне определённо указали матч состоявшимся и победу «Спорта» с результатом 5:0.
7. ↑  Согласно источникам, "...стечение публики было огромным" — при плате за вход 30 копеек[9] сбор от матча составил до 800 рублей[10]. Он шёл в пользу семьи убитого накануне вице-президента лиги С.Шеридана.
8. ↑  Пресса тех лет [26] отмечала, что уместнее было бы называть эту команду «неанглийской» — в ней присутствовали, в частности, немцы К.Лаутер, братья В. и Ад.Лауманы и датчанин Э.Петерсен.

### Периодика
- «Новое время» Санкт-Петербург 1906. Retronews (le site de presse de la BnF) — retronews.fr.
- «Петербургская газета», 1906. Электронная библиотека РНБ — vivaldi.nlr.ru.
- «Петербургскiй листокъ», 1906. Электронная библиотека РНБ — vivaldi.nlr.ru.